# Mali brzan
Mali brzan (lat. Fregata ariel) je vrsta ptica iz roda Fregata. Gnezdi se u Australiji i Okeaniji.

## Opis
Mali brzan ima dužinu otprilike  79 cm i raspon krila od 229 cm. Mužjaci su crne boje, imaju crvenu grlenu torbicu, a odozdo su tamnosmeđe boje sa svetlim mestima na obe strane stomaka. Ženke su crne, ali njihove grudi su bele, noge su crvene, a kljun je plavkast.

## Rasprostanjenost i staništa
Mali brzan je pronađen u tropskim i suptropskim morima i na ostrvima u tropskom delu Indijskog okeana i zapadnog Pacifika, uključujući i male ostrve u severnom Queenslandu i u Zapadnoj Australiji.